# Oleg Veretennikov
Oleg Aleksandrovitch Veretennikov (en russe : Олег Александрович Веретенников), né le 5 janvier 1970 à Revda en URSS, aujourd'hui en Russie, est un footballeur et entraîneur de football russe. Il est actuellement entraîneur adjoint au Rubin Kazan.
Faisant ses débuts au sein des divisions inférieures soviétiques à la fin des années 1980 avec l'Ouralmach Sverdlovsk et le SKA Rostov, il se fait connaître au cours des années 1990 pour son passage dans l'équipe du Rotor Volgograd entre 1992 à 1999, où il se démarque comme un des éléments majeurs de l'équipe qui termine deux fois vice-championne de Russie en 1993 et en 1997 et atteint la finale de la Coupe de Russie en 1995. Cette période le voit également finir meilleur buteur du championnat russe à trois reprises en 1995, 1997 et 1998. Il évolue par la suite au sein de plusieurs clubs de niveau plus ou moins modeste, effectuant notamment un retour au Rotor de 2005 à 2007 alors que l'équipe est descendue entre-temps au troisième échelon. Il termine finalement sa carrière au FK Volgograd en 2009 pour se consacrer à une carrière d'entraîneur le voyant notamment passer à la tête du Rotor Volgograd mais également du Luch-Energia Vladivostok entre 2014 et 2015.
Il dispute par ailleurs quatre matchs avec la sélection russe entre 1996 et 1997.
Il a été pendant longtemps le meilleur buteur de l'histoire du championnat russe avec 143 buts marqués en 274 matchs disputés avant d'être dépassé par Artyom Dziouba en octobre 2021.

## Biographie

### Carrière de joueur

#### Formation et débuts (1986-1991)
Natif de Revda, au sein de l'oblast de Sverdlovsk, Veretennikov y fait sa formation au sein de l'école de sport locale. À la suite d'une compétition nationale pour jeunes joueurs, il est remarqué par l'Ouralmach Sverdlovsk, grand club local, qu'il rejoint en 1986 à l'âge de seize ans. Il y fait ses débuts professionnels cette année-là en jouant un match de troisième division soviétique face au Svetotekhnika Saransk. Il s'impose réellement comme titulaire lors de la saison 1988 qui le voit disputer vingt-neuf matchs pour deux buts inscrits, le joueur évoluant alors comme milieu de terrain sur le côté gauche.
Arrivant à l'âge de la conscription en 1989, il rejoint dans la foulée le centre d'entraînement olympique de Verkhniaïa Pychma, dans la banlieue de Sverdlovsk. Il y est alors repéré par les recruteurs du CSKA Moscou au cours d'une compétition entre équipes des forces armées à Sébastopol. Il est mis à l'essai par l'entraîneur Pavel Sadyrine au cours d'une rencontre de Coupe d'Union soviétique face au Sokol Saratov, match où il est cependant remplacé dès la demi-heure de jeu. Veretennikov décide alors de ne pas prolonger l'expérience et retourne à Sverdlovsk. Il est sommé de revenir à Moscou où il intègre l'équipe réserve du CSKA, y jouant huit matchs, avant d'être envoyé dans le sud du pays au SKA Rostov pour la fin de la saison 1989 qui voit le club être relégué en troisième division.
Durant l'intersaison, il est appelé au sein de la délégation prenant part au championnat international des forces armées au Vietnam et y inscrit deux buts tandis que la Russie remporte la compétition. Il est alors rappelé au sein de l'effectif du CSKA Moscou et prend part à plusieurs matchs amicaux en Amérique. Il décide cependant de retourner à Rostov pour la saison 1990 où il devient alors un titulaire indiscutable au sein de l'attaque de l'équipe, disputant quarante-et-un matchs pour vingt-six buts inscrits cette année-là. Il fait l'année suivante son retour à l'Ouralmach en deuxième division et y inscrit quatorze buts en quarante-deux matchs.

#### Rotor Volgograd (1992-1999)
Avec la fin du système soviétique à la fin de l'année 1991 et l'avènement des nouveaux championnats indépendants, Veretennikov est notamment courtisé par divers clubs tels que le Rostselmach Rostov, le Rotor Volgograd, le Torpedo Moscou, ainsi que les équipes ukrainiennes du Dnipro Dnipropetrovsk et Chakhtar Donetsk. Il fait finalement le choix de rejoindre le Rotor.
Il s'y impose rapidement comme l'un de ses titulaires les plus constants, passant huit saisons au club de 1992 à 1999 où il joue un total de 294 matchs pour 178 buts inscrits. Il contribue ainsi fortement aux bonnes performances de l'équipe au cours des années 1990, terminant notamment vice-champion de Russie en 1993 puis 1997 et meilleur buteur du championnat en 1995, 1997 et 1998. Il prend également part à vingt-deux matchs de coupe d'Europe, où il inscrit dix-sept buts, la plupart en Coupe UEFA mais également en Coupe Intertoto lors de la saison 1996 qui voit le Rotor atteindre la finale avant d'être vaincu par l'EA Guingamp. Il dispute également une finale de Coupe de Russie en 1995 face au Dynamo Moscou, son équipe étant cependant vaincue à l'issue des tirs au but.
En comptant son bref passage ultérieur au Sokol Saratov, Veretennikov s'établit durant cette période comme le buteur le plus prolifique du championnat russe post-indépendance, accumulant un total de 143 buts marqués en 274 matchs joués.

#### Piges diverses (1999-2004)
Suivant les pas de son entraîneur Viktor Prokopenko, Veretennikov quitte le Rotor à l'issue de la saison 1999. Il rejoint alors le club grec de l'Aris Salonique pour la fin de la saison 1999-2000 avant de signer en Belgique au Lierse SK à l'été 2000. Il y dispute dix-huit matchs de championnat, inscrivant trois buts, ainsi que trois matchs en Coupe UEFA durant la première partie de saison.
Il fait par la suite son retour en Russie dès le début de l'année 2001 en joignant le Sokol Saratov. Il y prend cependant le rôle de joueur de rotation, jouant vingt-neuf matchs en un an et demi avant de faire son retour au SKA Rostov pour la deuxième moitié de la saison 2002 en deuxième division. Il s'en va en fin d'année après la relégation du club.
Rejoignant le Mordovia-Lisma Saransk en 2003, Veretennikov y effectue une saison prolifique le voyant inscrire dix-huit buts en quarante matchs, ce qui lui permet de se classer quatrième meilleur buteur du championnat et d'aider le club à se maintenir au deuxième échelon. Il signe l'année suivante à l'Ouralan Elista mais ses performances sont cette fois plus décevantes, il quitte le club lors de la trêve estivale et termine la saison au Kazakhstan au Jenis Astana.

#### Fin de carrière (2005-2009)
Veretennikov effectue son retour au Rotor Volgograd lors de la saison 2005, alors que le club est entre-temps descendu au troisième échelon. Pour sa première saison, il dispute vingt-trois matchs et inscrit quatorze buts, permettant à son équipe de se classer troisième de la zone Sud, tandis que ses performances lui valent d'être nommé meilleur joueur de la zone. Il joue par la suite encore une année et demie avant de quitter à nouveau le club à l'été 2007.
Il fait alors son retour au Kazakhstan au sein de l'équipe de l'Irtych Pavlodar, avec qui il termine quatrième à la fin de la saison. Il rejoint l'année suivante le FK Astana avant de retourner à Volgograd en 2009 au sein du FK Volgograd en troisième division. Il y dispute trente matchs et inscrit sept buts, contribuant à la troisième place du club qui parvient à être promu en deuxième division à l'issue de la saison. Il annonce par la suite la fin de sa carrière professionnelle à la fin de l'année 2009.

### Carrière internationale
Appelé en sélection pour la première fois par Boris Ignatiev en août 1996, Veretennikov fait ses débuts lors d'un match amical face au Brésil, au cours duquel il est titularisé mais doit sortir sur blessure au bout d'un quart d'heure, tandis que la rencontre s'achève sur un match nul 2-2.
Il retrouve la sélection en février 1997, et débute notamment une rencontre amicale face à la Yougoslavie avant d'être sorti à la mi-temps. Il joue également un autre match face à la Suisse quelques jours plus tard, mais cette fois en tant que remplaçant faisant son entrée dans les dernières minutes du match.
Veretennikov dispute sa seule rencontre de compétition avec la sélection le 11 octobre 1997 lors d'un match de qualification à la Coupe du monde 1998 face à la Bulgarie. Il fait alors son entrée en jeu à la soixante-septième minute de jeu à la place de Sergei Yuran, tandis que son équipe s'impose 4-2. Il reste par la suite sur le banc lors du barrage face à l'Italie, perdu par la Russie, et n'est plus rappelé en sélection par la suite.

### Carrière d'entraîneur

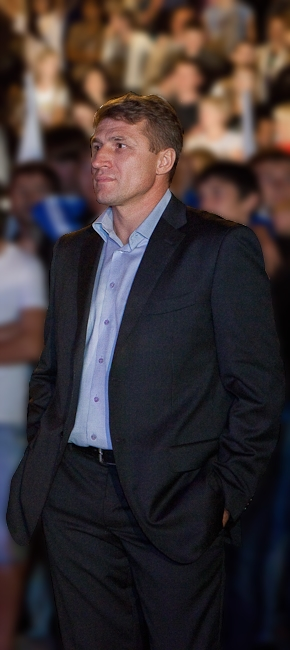
Veretennikov en 2012.

Peu après la fin de sa carrière, Veretennikov intègre l'encadrement technique du Rotor Volgograd en février 2010, devenant adjoint de Vladimir Faïzouline. Il passe dans le même temps ses diplômes d'entraîneurs, obtenant une licence B en décembre 2010, qui lui permet notamment d'entraîner des équipes de troisième division. Il devient finalement entraîneur principal du Rotor, tout juste relégué de deuxième division, en juin 2014. Après avoir atteint la sixième place dans le groupe Sud de la troisième division, il doit cependant quitter son poste à la suite de la dissolution de l'équipe professionnelle du club en avril 2015.
Il signe dès le mois de juin suivant avec le Luch-Energia Vladivostok en deuxième division. Il est cependant démis de ses fonctions dès le mois de novembre 2015. Il intègre par la suite l'école de football de Volgograd en tant que formateur avant de devenir entraîneur au sein des équipes de jeunes du FK Orenbourg en juin 2016 puis d'intégrer l'encadrement technique de l'équipe kazakhe du Tobol Kostanaï en juillet 2017, où il reste jusqu'au mois de décembre.
Veretennikov fait son retour au Rotor Volgograd en octobre 2018, entrant dans l'encadrement technique de Robert Ievdokimov. Ce dernier est cependant renvoyé dès le mois de décembre suivant et remplacé par Igor Menchtchikov, entraîneur de la deuxième équipe du club en troisième division, que Veretennikov remplace lui-même dans la foulée. Passant un an dans cette fonction, il s'en va finalement en décembre 2019 pour rallier le Rubin Kazan où il intègre l'encadrement technique de Leonid Sloutski en tant qu'entraîneur adjoint.

## Statistiques
| Saison                | Club                     | Championnat           | Championnat | Championnat | Coupe(s) nationale(s) | Coupe(s) nationale(s) | Compétition(s) continentale(s) | Compétition(s) continentale(s) | Compétition(s) continentale(s) | Total | Total |
| Saison                | Club                     | Division              | M.          | B.          | M.                    | B.                    | Comp.                          | M.                             | B.                             | M.    | B.    |
| 1986                  | Ouralmach Sverdlovsk     | D3                    | 1           | 0           | -                     | -                     | -                              | -                              | -                              | 1     | 0     |
| 1987                  | Ouralmach Sverdlovsk     | D3                    | 9           | 1           | -                     | -                     | -                              | -                              | -                              | 9     | 1     |
| 1988                  | Ouralmach Sverdlovsk     | D3                    | 29          | 2           | 1                     | 1                     | -                              | -                              | -                              | 30    | 3     |
| Sous-total            | Sous-total               | Sous-total            | 39          | 3           | 1                     | 1                     | -                              | -                              | -                              | 40    | 4     |
| 1989                  | CSKA Moscou              | D2                    | -           | -           | 1                     | 0                     | -                              | -                              | -                              | 1     | 0     |
| 1989                  | SKA Rostov               | D2                    | 16          | 1           | -                     | -                     | -                              | -                              | -                              | 16    | 1     |
| 1990                  | SKA Rostov               | D3                    | 41          | 26          | 4                     | 2                     | -                              | -                              | -                              | 45    | 28    |
| 1991                  | Ouralmach Iekaterinbourg | D2                    | 42          | 14          | -                     | -                     | -                              | -                              | -                              | 42    | 14    |
| Sous-total            | Sous-total               | Sous-total            | 99          | 41          | 5                     | 2                     | -                              | -                              | -                              | 104   | 43    |
| 1992                  | Rotor Volgograd          | D1                    | 28          | 10          | 1                     | 0                     | -                              | -                              | -                              | 29    | 10    |
| 1993                  | Rotor Volgograd          | D1                    | 33          | 19          | 2                     | 2                     | -                              | -                              | -                              | 35    | 21    |
| 1994                  | Rotor Volgograd          | D1                    | 30          | 12          | 3                     | 1                     | C3                             | 2                              | 1                              | 35    | 14    |
| 1995                  | Rotor Volgograd          | D1                    | 29          | 25          | 5                     | 3                     | C3                             | 4                              | 1                              | 38    | 29    |
| 1996                  | Rotor Volgograd          | D1                    | 33          | 19          | 3                     | 3                     | CI                             | 8                              | 10                             | 44    | 32    |
| 1997                  | Rotor Volgograd          | D1                    | 34          | 22          | 3                     | 2                     | C3                             | 6                              | 5                              | 43    | 29    |
| 1998                  | Rotor Volgograd          | D1                    | 30          | 22          | 5                     | 7                     | C3                             | 2                              | 0                              | 37    | 29    |
| 1999                  | Rotor Volgograd          | D1                    | 30          | 12          | 3                     | 2                     | -                              | -                              | -                              | 33    | 14    |
| Sous-total            | Sous-total               | Sous-total            | 247         | 141         | 25                    | 20                    | -                              | 22                             | 17                             | 294   | 178   |
| 1999-2000             | Aris Salonique           | D1                    | 9           | 1           | -                     | -                     | -                              | -                              | -                              | 9     | 1     |
| 2000-2001             | Lierse SK                | D1                    | 18          | 3           | -                     | -                     | C3                             | 3                              | 0                              | 21    | 3     |
| 2001                  | Sokol Saratov            | D1                    | 15          | 2           | 2                     | 0                     | -                              | -                              | -                              | 17    | 2     |
| 2002                  | Sokol Saratov            | D1                    | 12          | 0           | -                     | -                     | -                              | -                              | -                              | 12    | 0     |
| 2002                  | SKA Rostov               | D2                    | 10          | 2           | -                     | -                     | -                              | -                              | -                              | 10    | 2     |
| 2003                  | Lisma-Mordovia Saransk   | D2                    | 40          | 18          | -                     | -                     | -                              | -                              | -                              | 40    | 18    |
| 2004                  | Ouralan Elista           | D2                    | 19          | 2           | 1                     | 0                     | -                              | -                              | -                              | 20    | 2     |
| 2004                  | Jenis Astana             | D1                    | 14          | 4           | 4                     | 2                     | -                              | -                              | -                              | 18    | 6     |
| Sous-total            | Sous-total               | Sous-total            | 137         | 32          | 7                     | 3                     | -                              | 3                              | 0                              | 147   | 35    |
| 2005                  | Rotor Volgograd          | D3                    | 23          | 14          | 3                     | 0                     | -                              | -                              | -                              | 26    | 14    |
| 2006                  | Rotor Volgograd          | D3                    | 30          | 11          | 2                     | 1                     | -                              | -                              | -                              | 32    | 12    |
| 2007                  | Rotor Volgograd          | D3                    | 13          | 4           | 5                     | 2                     | -                              | -                              | -                              | 18    | 6     |
| Sous-total            | Sous-total               | Sous-total            | 66          | 29          | 10                    | 3                     | -                              | -                              | -                              | 76    | 32    |
| 2007                  | Irtych Pavlodar          | D1                    | 13          | 2           | -                     | -                     | -                              | -                              | -                              | 13    | 2     |
| 2008                  | FK Astana                | D1                    | 30          | 7           | 2                     | 0                     | -                              | -                              | -                              | 32    | 7     |
| 2009                  | FK Volgograd             | D3                    | 33          | 7           | 4                     | 1                     | -                              | -                              | -                              | 37    | 8     |
| Sous-total            | Sous-total               | Sous-total            | 76          | 16          | 6                     | 1                     | -                              | -                              | -                              | 82    | 17    |
| Total sur la carrière | Total sur la carrière    | Total sur la carrière | 664         | 262         | 57                    | 30                    | -                              | 25                             | 17                             | 746   | 309   |

## Palmarès
Sous les couleurs du Rotor Volgograd, Veretennikov devient vice-champion de Russie en 1993 puis en 1997. Il atteint également la finale de la Coupe de Russie en 1995 et de la Coupe Intertoto en 1996.
Sur le plan personnel, il termine meilleur buteur du championnat russe en 1995, 1997 et 1998, avec respectivement 25, 22 et 22 buts inscrits ces saisons-là.

## Vie privée
Veretennikov se voit décerner l'ordre de l'Amitié en 1998. Il reçoit également le titre de « Légende du football de Volgograd » en compagnie d'Aleksandr Nikitine (en) en décembre 2012.